# Jiří Švadlena
Jiří Švadlena (* 1953) je český podnikatel a politik, od roku 2014 zastupitel a v letech 2016 až 2018 místostarosta Benešova. V letech 2019 až 2020 působil jako středočeský ombudsman.

## Život
Před sametovou revolucí z Československa uprchnul krátce pro prosazení pendrekového zákona, do vlasti se vrátil až v roce 1995.
V roce 2002 se povoláním uvádí jako zámečník, v roce 2006 již jako podnikatel. Má inženýrský titul.
V komunálních volbách v roce 2002 kandidoval jako lídr kandidátní listiny nezávislých kandidátů v Heřmanově, ale nebyl zvolen. V komunálních volbách v roce 2006 kandidoval jako člen ODS do zastupitelstva Benešova na 20. místě kandidátní listiny. Nebyl zvolen, ale stal se 11. náhradníkem. Potřetí kandidoval ve volbách do obecních zastupitelstev v roce 2014, přičemž tentokrát byl lídrem kandidátní listiny ANO 2011. Mandát zastupitele získal a v lednu 2016 se stal navíc místostarostou města.
V krajských volbách v roce 2016 kandidoval již jako člen hnutí ANO na 30. místě kandidátní listiny hnutí ve Středočeském kraji, ale nebyl zvolen. V komunálních volbách v roce 2018 opět kandidoval jako lídr kandidátní listiny ANO 2011 a mandát zastupitele města obhájil, působil ovšem v opozičních řadách. V souběžných senátních volbách 2018 kandidoval do Senátu PČR v senátním obvodu č. 41 – Benešov. Získal 14,2 % hlasů, skončil na třetím místě, a do druhého kola voleb tak nepostoupil.
V květnu 2019 se na základě výběrového řízení stal ombudsmanem Středočeského kraje. Ve funkci setrval do roku 2020, přičemž v roce 2021 byla pozice krátce po krajských volbách a ustavení nové rady (kde již hnutí ANO nefigurovalo) zrušena.
Ve sněmovních volbách 2021 kandidoval na 33. místě kandidátní listiny ANO ve Středočeském kraji, ale nebyl zvolen. V komunálních volbách v roce 2022 kandidoval na 3. místě kandidátní listiny SPOLEČNĚ PRO BENEŠOV - ANO 2011 a nezávislí kandidáti a mandát obecního zastupitele obhájil.